# Carnac
Carnac település Franciaországban, Morbihan megyében. Lakosainak száma 4215 fő (2022. január 1.). Carnac Ploemel, Crac’h, La Trinité-sur-Mer, Plouharnel és Erdeven községekkel határos.
Fő látnivalója a carnaci kősorok.

## Népesség
A település népességének változása:
| Lakosok száma | 3655 | 3962 | 4243 | 4445 | 4183 | 4236 | 4251 | 4236 | 4231 | 4215 |
|               | 1968 | 1982 | 1990 | 2006 | 2013 | 2015 | 2017 | 2019 | 2020 | 2022 |